# Flemming Fjeldgaard
Flemming Fjeldgaard (født 25. juli 1976 i København) er en dansk journalist. Han voksede op i Sejs ved Silkeborg.
Flemming Fjeldgaard blev student fra Silkeborg Gymnasium i 1995, og han er uddannet journalist fra Danmarks Journalisthøjskole i Aarhus i 2002. Han var under journalistuddannelsen i praktik på B.T.
Efter endt uddannelse blev han i 2002 ansat som journalist på Ritzaus Bureau. 
I 2006 blev han ansat på B.T. og fortsatte på Jyllands-Posten senere samme år. Han vendte tilbage til B.T. som sportschef i 2008, inden han senere samme år blev sportsredaktør på Berlingske.
Som sportsredaktør for Berlingske var Flemming Fjeldgaard samtidig redaktionschef for en sportsredaktion, som leverede indhold til alle Berlingske Medias avistitler og til sportssitet Sporten.dk, som blev lanceret i 2008. Flemming Fjeldgaard blev i 2014 chefredaktør på B.T., hvor han delte ansvaret med Olav Skaaning Andersen.
I 2015 skiftede han til TV3 Sport som kanal- og digitalchef.
I 2016 blev han udnævnt til VP Digital for MTG Sport.
I 2017 blev han udnævnt som chef for streamingtjenesten Viaplay i Danmark.
Flemming Fjeldgaard bor med sin familie i Vanløse.